# شهرستان سوخینیچسکی
شهرستان سوخینیچسکی (به لاتین: Sukhinichsky District) یک شهرستان در روسیه است که در استان کالوگا واقع شده‌است.